# Robert C. Clark
Robert Charles Clark (* 1944 in New Orleans, Louisiana) ist ein US-amerikanischer Rechtswissenschaftler und Autor.

## Leben
Nach seiner Schulzeit studierte Clark Theologie am Maryknoll College, Philosophie an der Columbia University und Rechtswissenschaften in Harvard.
Nach seinem Studium war Clark von 1972 bis 1974 als Rechtsanwalt in der Kanzlei Ropes und Gray in Boston tätig. 1974 erhielt Clark eine Anstellung als Hochschullehrer an der Yale University. 1979 wechselt Clark von Yale als Hochschullehrer für Rechtswissenschaften nach Harvard. 1991 wurde er in die American Academy of Arts and Sciences gewählt.
Von 1989 bis 2003 war Clark Dekan der Harvard Law School. Nachfolgerin als Dekanin wurde Elena Kagan.
Zu seinen Tätigkeits- und Lehrschwerpunkten gehört Wirtschafts- und Gesellschaftsrecht.
Clark ist mit Kathleen Tighe Clark verheiratet und hat mit ihr zwei Kinder.

## Werke (Auswahl)
- 1986: Corporate Law